# Hypena opistholeuca
Hypena opistholeuca là một loài bướm đêm trong họ Erebidae.